# KRAG-Team
Das KRAG-Team ist eine Gruppe von Spieleautoren.
Wolfgang Kramer, Jürgen P. K. Grunau und Hans Raggan gründeten das Team 1989, um gemeinsam kommunikative Spiele zu entwickeln. KRAG ist die Abkürzung der drei Nachnamen Kramer, Raggan und Grunau. Die gemeinsam entwickelten Spiele Robbys Rutschpartie und Macius – Achtung, fertig, los! wurden für das Kinderspiel des Jahres 2003 und 2004 nominiert. Das Spiel Blox wurde für das Spiel des Jahres 2008 nominiert.

## Auszeichnungen
- Spiel des Jahres
  - Blox: nominiert 2008
- Kinderspiel des Jahres
  - Robbys Rutschpartie: nominiert 2003
  - Macius – Achtung, fertig, los!: nominiert 2004
- Österreichischer Spielepreis
  - Blox: Spiele Hit für Familien 2008
- Schweizer Spielepreis
  - Macius – Achtung, fertig, los!: 2. Platz Kinderspiele 2004

## Ludographie
- 1992: Schauplatz Südwest, Haus der Geschichte Baden-Württemberg
- 1994: Europa viva!, Piatnik
- 1995: Personality, F.X. Schmid
- 1995: Piepmatz, HABA
- 1996: Thrill, F.X. Schmid
- 1999: Kaum zu glauben!, Jumbo
- 1999: Vulcano, HABA
- 2000: Think: Logo Trainer, Ravensburger
- 2001: Lottori, Selecta Spielzeug
- 2003: Macius – Achtung, fertig, los!, Kosmos
- 2003: Macius – Rettet die Tiere!, Kosmos
- 2003: Robbys Rutschpartie, Kosmos
- 2003: Gulo Gulo, Zoch Verlag, Rio Grande Games
- 2004: Auf die Palme, ihr Affen!, Kosmos
- 2008: Blox, Ravensburger